# شهرستان عنبرآباد
شهرستان عنبرآباد یکی از شهرستان‌های استان کرمان در جنوب شرقی ایران است. مرکز این شهرستان، شهر عنبرآباد می‌باشد. این شهرستان با موقعیت جغرافیایی خاص خود، از جمله مناطق مهم کشاورزی استان به شمار می‌رود و تولید محصولات متنوعی همچون خرما، مرکبات، صیفی‌جات و غلات در آن رواج دارد. با داشتن منابع طبیعی و زیرساخت‌های مناسب، عنبرآباد پتانسیل بالایی برای توسعه اقتصادی و صنعتی در آینده دارد.
این شهرستان در تاریخ ۱۸ اسفند ۱۳۸۱ از شهرستان جیرفت جدا شد و مستقل گردید.

## موقعیت جغرافیایی
شهرستان عنبرآباد از شمال غربی و غرب با شهرستان جیرفت، از شمال شرقی با شهرستان بم، از شرق با شهرستان گنبکی و از جنوب با شهرستان‌های رودبار جنوب و جازموریان همسایه است.

## تقسیمات کشوری
شهرستان عنبرآباد دارای ۲ بخش، ۷ دهستان و ۳ شهر به شرح زیر است:

### شهرستان عنبرآباد
| بخش            | مرکز بخش | جمعیت بخش ۱۳۹۵ | نام دهستان | مرکز دهستان   | جمعیت دهستان ۱۳۹۵ | شهر             | جمعیت شهر ۱۳۹۵       |
| -------------- | -------- | -------------- | ---------- | ------------- | ----------------- | --------------- | -------------------- |
| مرکزی          | عنبرآباد | ۵۸٬۱۸۱ نفر     | جهادآباد   | دوساری        | ۱۶٬۲۵۸ نفر        | عنبرآباد دوساری | ۱۸٬۱۷۵ نفر ۴٬۱۳۰ نفر |
| مرکزی          | عنبرآباد | ۵۸٬۱۸۱ نفر     | علی‌آباد    | علی‌آباد قدیری | ۱۰٬۶۳۵ نفر        | عنبرآباد دوساری | ۱۸٬۱۷۵ نفر ۴٬۱۳۰ نفر |
| مرکزی          | عنبرآباد | ۵۸٬۱۸۱ نفر     | محمدآباد   | خضرآباد       | ۶٬۰۳۲ نفر         | عنبرآباد دوساری | ۱۸٬۱۷۵ نفر ۴٬۱۳۰ نفر |
| مرکزی          | عنبرآباد | ۵۸٬۱۸۱ نفر     | امجز       | دهنه گمرکان   | ۲٬۹۵۱ نفر         | عنبرآباد دوساری | ۱۸٬۱۷۵ نفر ۴٬۱۳۰ نفر |
| جبالبارز جنوبی | مردهک    | ۲۴٬۲۴۷ نفر     | مردهک      | مردهک         | ۸٬۱۱۲ نفر         | مردهک           | ۲٬۸۷۰ نفر            |
| جبالبارز جنوبی | مردهک    | ۲۴٬۲۴۷ نفر     | گرمسار     | گرم سالار رضا | ۷٬۶۱۳ نفر         | مردهک           | ۲٬۸۷۰ نفر            |
| جبالبارز جنوبی | مردهک    | ۲۴٬۲۴۷ نفر     | نرگسان     | کلجک          | ۵٬۶۵۲ نفر         | مردهک           | ۲٬۸۷۰ نفر            |

## جمعیت
بر پایه سرشماری عمومی نفوس و مسکن در سال ۱۳۹۵، جمعیت شهرستان عنبرآباد برابر با ۸۲٬۴۳۸ نفر بوده‌است.

## جاذبه‌های گردشگری عنبرآباد

#### آبشار وروار
آبشار وروار به‌عنوان مرتفع‌ترین آبشار خاورمیانه، یکی از زیباترین جاذبه‌های گردشگری ایران به‌شمار می‌رود. این آبشار که از رودخانه "فرق" سرچشمه می‌گیرد، در شمال شرقی شهرستان عنبرآباد واقع شده است. برای دسترسی به این آبشار، باید از مسیر جاده جیرفت – کهنوج عبور کرد و از دو راهی جهادآباد حدود ۲۰ کیلومتر به سمت مردهک و روستای رود فرق حرکت نمود. در کنار این آبشار عظیم، قلعه‌های تاریخی همچون قلعه فرق و قلعه سالار رضا قرار دارند که برای علاقه‌مندان به آثار تاریخی، فرصت بازدید از این بناهای ارزشمند را فراهم می‌کند. سرسبزی بی‌نظیر منطقه و پوشش گیاهی خاص، این مکان را به یکی از بکرترین جاذبه‌های گردشگری استان کرمان تبدیل کرده است.

#### چشمه بندر دوساری

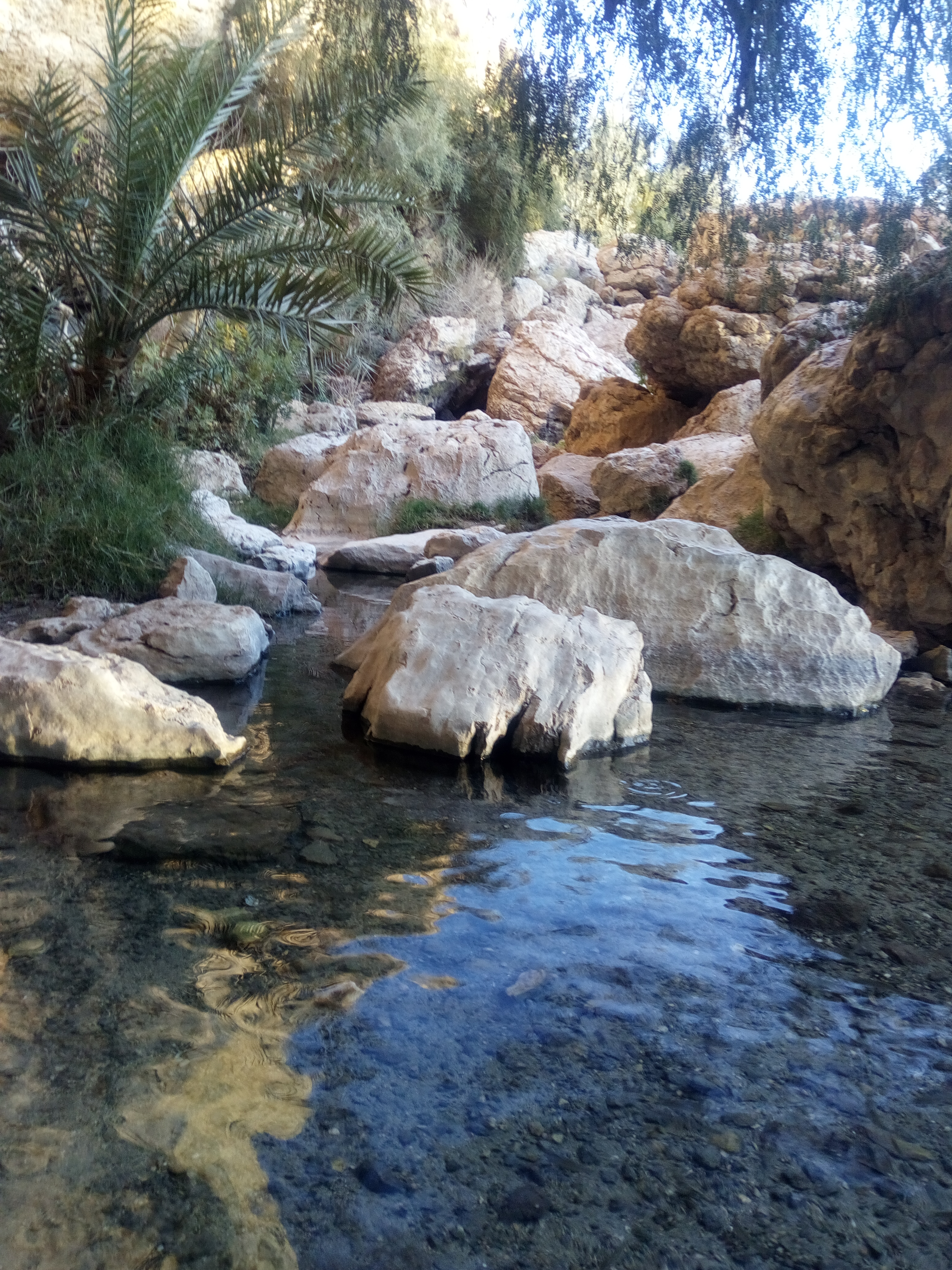
آبگرم دوساری

چشمه بندر دوساری در فاصله ۱۲ کیلومتری شهر عنبر‌آباد و در زیر دماغه کوه قرار دارد. این چشمه به‌ویژه در ایام نوروز، با شکوفه‌های خوش‌عطر و بوی خود، مکانی بسیار دلپذیر برای گردشگران ایجاد می‌کند. آب چشمه از زیر صخره‌های آهکی کوه جاری می‌شود و چشم‌انداز قله کوه دوساری، نخل‌های سر به فلک کشیده و نمای زیبا و یکپارچه شهر دوساری را به نمایش می‌گذارد.

#### چشمه آب معدنی رود فرق
این چشمه در ۳۵ کیلومتری جنوب شرقی عنبرآباد و در نزدیکی روستای زیبا و سرسبز رود فرق قرار دارد. چشمه به نام "آب باد رود فرق" شناخته می‌شود و در دهانه‌های سمت چپ روستا واقع شده است. دمای آب چشمه ۲۲ درجه سانتیگراد است و قدرت بالایی در تشکیل تراورتن دارد. این ویژگی‌ها، آن را به چشمه‌هایی همچون "ابوق بوقو" مرغک و "آب زردو" در نزدیکی آبگرم دیمند مشابه می‌سازد.

#### روستای امجز و دره سرسبز گمرکان
روستای خوش آب و هوای امجز و دره سرسبز گمرکان به طول هشت کیلومتر در بخش مرکزی عنبرآباد قرار دارد. این منطقه به‌ویژه در فصل بهار و تابستان میزبان بسیاری از گردشگران از جنوب استان کرمان است. مجتمع تفریحی گردشگری صبا نیز در این منطقه با امکانات مناسب، آماده پذیرایی از بازدیدکنندگان است.

#### آبشار سرنکوه درین
آبشار سرنکوه درین با ارتفاع ۱۰۳ متر یکی دیگر از جاذبه‌های طبیعی و بکر عنبرآباد است. این آبشار با آب‌وهوای مطلوب خود، در تمام طول سال گردشگران زیادی را به خود جذب می‌کند و از زیباترین جاذبه‌های منطقه به‌شمار می‌رود.

#### کوه علم شاه
کوه علم شاه يا (بنه وان)از جاهاي ديدني طبيعي شهرستان عنبرآباد مي‌باشد که بلندترين قله رشته کوه جبالبارز و جنوب استان مي‌باشد که بزرگترين آبشار خاورميانه يعني آبشار رودفرق از دامنه جنوب غربي اين کوه سرچشمه مي‌گيرد.

#### آرامگاه سالار رضا
آرامگاه سالار رضا در روستای گرم سالار رضا در بخش جبالبارز جنوبی قرار دارد و متعلق به دوران صفوی است. ساختمان این مقبره، با معماری خاص دوره صفوی، یکی از آثار تاریخی ارزشمند عنبرآباد محسوب می‌شود.

## محصولات کشاورزی عنبرآباد
شهرستان عنبرآباد به دلیل موقعیت جغرافیایی و شرایط آب‌وهوایی مناسب، یکی از قطب‌های کشاورزی استان کرمان و ایران محسوب می‌شود. این منطقه با داشتن خاک حاصلخیز و منابع آبی مناسب، قادر به تولید طیف گسترده‌ای از محصولات کشاورزی است که در سراسر ایران نیز شناخته‌شده هستند.
محصولات کشاورزی اصلی عنبرآباد شامل:
- مرکبات: پرتقال، نارنگی، لیمو، گریپ‌فروت و...
- خرما: انواع مختلف خرما که یکی از محصولات استراتژیک منطقه محسوب می‌شود
- صیفی‌جات و سبزیجات: گوجه‌فرنگی، بادمجان، خیار، پیاز و...
- محصولات جالیزی: هندوانه، خربزه و...
- محصولات خاص: توت‌فرنگی و صِیر (نوعی کدو) و...

علاوه بر این، تقریباً تمامی محصولات کشاورزی که در ایران کشت می‌شوند، در این منطقه نیز به عمل می‌آیند. تنوع و کیفیت بالای محصولات عنبرآباد باعث شده که این شهرستان نقش مهمی در تأمین محصولات کشاورزی داخلی و صادرات آن‌ها ایفا کند. گسترش باغداری و کشاورزی مدرن در این منطقه از جمله عواملی است که به افزایش تولید و بهره‌وری آن کمک کرده است.
در این منطقه، باغداری به ویژه در روستاهایی همچون امیرآباد نظریان رونق دارد و کشاورزان با استفاده از روش‌های نوین آبیاری مانند آبیاری قطره‌ای، به بهره‌برداری بهینه از منابع آبی پرداخته‌اند. این روش آبیاری که در آن از منابع طبیعی و مدیریت صحیح آب برای تغذیه درختان استفاده می‌شود، نقش مهمی در تولید محصولات با کیفیت و حفظ منابع آبی ایفا می‌کند. این منطقه با بهره‌گیری از چنین روش‌هایی می‌تواند در تامین نیازهای بازارهای داخلی و حتی صادراتی نقشی اساسی ایفا کند.

## افراد مشهور و مشاهیر شهرستان عنبرآباد

#### اسماعیل احمدی امجزی
شاعر جوان اهل شهرستان عنبرآباد برگزیده دوازدهمین دوره جشنواره شعر و داستان انقلاب شد. اسماعیل احمدی امجزی شاعر جوان اهل شهرستان عنبرآباد با تک اثر «سرباز گمنام» موفق به کسب رتبه دوم در این جشنواره معتبر ملی شد. احمدی امجزی پیش از این در جشنواره های شعری معتبر دیگری همچون رضوی، جوان سوره، نیاوران، نخل های سوخته،یادمان ولایت و در امتداد فجر شده است.